# Andrés Pizarro
Andrés Pizarro es un escritor chileno nacido en Santiago (1937). En 1959 obtuvo el Premio Alerce, en poesía, con Algunas cosas y en 1960, el Premio Alerce, en novela, con su obra Historia Vulgar. 
Perteneció al Taller de Escritores de la Universidad de Concepción del año 1961 y al de la Universidad Católica, el año 1968.
El año 1977 obtuvo el premio Cuento Campesino Eduardo Barrios, con el cuento El Verano del Castaño.
Durante 1981 y 1982 fue asesor del taller literario de la Corporación de Estudios Nacionales.
La novela breve La Palabra, ganó el primer premio en el concurso Chile produce escritores en 1983.